# Armide (1915)
Armide (SD2) – francuski okręt podwodny z czasów I wojny światowej i okresu międzywojennego, jednostka prototypowa typu Armide. Pierwotnie została zamówiona w 1912 roku przez Japońską Cesarską Marynarkę Wojenną, jednak została podczas budowy zarekwirowana przez rząd Francji. Okręt został zwodowany w lipcu 1915 roku w stoczni Schneidera w Chalon-sur-Saône, a do służby w Marine nationale wszedł w czerwcu 1916 roku. Jednostka służyła na Morzu Śródziemnym, a z listy floty została skreślona w lipcu 1932 roku.

## Projekt i budowa
Okręt zamówiony został w roku 1911 przez Japońską Cesarską Marynarkę Wojenną. Jednostkę zaprojektował inż. Maxime Laubeuf. Okręt, który miał otrzymać w Japonii numer 14 (№ 14, jap. 第14号艦), został 3 czerwca 1915 roku zarekwirowany przez rząd francuski.
„Armide” zbudowana została w stoczni Schneidera w Chalon-sur-Saône. Stępkę okrętu położono w 1912 roku, został zwodowany w lipcu 1915 roku, a do służby w Marine nationale przyjęto go w czerwcu 1916 roku. Nazwa nawiązywała do postaci z eposu „Jerozolima wyzwolona” – Armidy. Jednostka otrzymała numer burtowy SD2.

## Dane taktyczno–techniczne
„Armide” była średniej wielkości okrętem podwodnym o konstrukcji dwukadłubowej. Długość całkowita wynosiła 56,2 metra, szerokość 5,2 metra i zanurzenie 3 metry. Wyporność w położeniu nawodnym wynosiła 457 ton, a w zanurzeniu 670 ton. Okręt napędzany był na powierzchni przez dwa dwusuwowe silniki wysokoprężne Schneider-Carels o łącznej mocy 2200 koni mechanicznych (KM). Napęd podwodny zapewniały dwa silniki elektryczne Schneider o łącznej mocy 900 KM. Dwuśrubowy układ napędowy pozwalał osiągnąć prędkość 17,5 węzła na powierzchni i 11 węzłów w zanurzeniu. Zasięg wynosił 2600 Mm przy prędkości 11 węzłów (lub 900 Mm przy 13 węzłach) w położeniu nawodnym oraz 160 Mm przy prędkości 5 węzłów pod wodą.
Okręt wyposażony był w sześć wyrzutni torped kalibru 450 mm: dwie wewnętrzne na dziobie i cztery zewnętrzne, z łącznym zapasem 8 torped. Uzbrojenie artyleryjskie stanowiło działo pokładowe kal. 47 mm L/50 M1902.
Załoga okrętu składała się z 31 oficerów, podoficerów i marynarzy.

## Służba
„Armide” podczas wojny pływała w składzie 3. Flotylli Okrętów Podwodnych z bazą w Mudros. Po wojnie nadal służyła na Morzu Śródziemnym. Jednostkę skreślono z listy floty w lipcu 1932 roku.